# 인터넷에 사용되는 언어
월드 와이드 웹에서 가장 많이 방문하는 웹사이트의 홈페이지 중 절반 이상이 영어로 되어 있으며, 그 외 다양한 언어로 제공되는 정보의 양도 다양하다. 기타 주요 언어로는 스페인어, 러시아어, 페르시아어, 프랑스어, 독일어, 일본어가 있다.
7,000개가 넘는 기존 언어 중 월드 와이드 웹의 웹 페이지에 사용되는 것으로 알려진 언어는 몇 백 개에 불과하다.

## 사용 언어
인터넷에서 가장 많이 사용되는 언어에 대한 논쟁이 있다. 1996년부터 2008년까지 12년 동안 웹사이트의 언어를 모니터링한 2009년 유네스코 보고서에 따르면 영어로 된 웹페이지의 비율이 1998년 75%에서 2005년 45%로 매년 꾸준히 감소하는 것으로 나타났다. 저자는 다음과 같이 밝혔다. 영어는 연구가 끝날 때까지 2005년 콘텐츠의 45%를 유지했지만 이는 월드 와이드 웹에서 영어 콘텐츠 비율이 실제로 안정화되기보다는 더 많은 영어 콘텐츠를 색인화하는 검색 엔진의 편견 때문이라고 생각된다.
영어가 아닌 웹페이지의 수가 급속히 늘어나고 있다. 온라인에서 영어 사용은 2001년부터 2011년까지 약 281% 증가했는데, 이는 같은 기간 스페인어(743%), 중국어(1,277%), 러시아어(1,826%), 아랍어(2,501%)보다 낮은 증가율이다.
2000년 연구에 따르면 국제 보조 언어인 에스페란토는 검색 엔진 쿼리에서 모든 언어 중 40위를 차지했으며 라틴어 문자에 의존하는 모든 언어 중에서 27위를 차지했다.

## 웹사이트 콘텐츠 언어 사용률 통계
W3Techs는 2024년 1월 21일 현재 다양한 콘텐츠 언어를 사용하는 월드 와이드 웹의 상위 1천만 개 웹사이트의 비율을 추정했다.
| 순위 | 언어                     | 2023년 5월 16일 | 2024년 1월 21일 |
| ---- | ------------------------ | --------------- | --------------- |
| 1    | 영어                     | 55.5%           | 51.7%           |
| 2    | 스페인어                 | 5.0%            | 5.6%            |
| 4    | 러시아어                 | 4.9%            | 4.5%            |
| 3    | 독일어                   | 4.3%            | 4.8%            |
| 6    | 프랑스어                 | 4.4%            | 4.3%            |
| 5    | 일본어                   | 3.7%            | 4.4%            |
| 7    | 포르투갈어               | 2.4%            | 3.2%            |
| 9    | 터키어                   | 2.3%            | 2.0%            |
| 8    | 이탈리아어               | 1.9%            | 2.4%            |
| 12   | 페르시아어               | 1.8%            | 1.5%            |
| 10   | 네덜란드어, 플람스어     | 1.5%            | 1.8%            |
| 11   | 폴란드어                 | 1.4%            | 1.6%            |
| 13   | 중국어                   | 1.4%            | 1.3%            |
| 14   | 베트남어                 | 1.3%            | 1.2%            |
| 15   | 인도네시아어             | 0.7%            | 1.1%            |
| 16   | 체코어                   | 0.7%            | 0.9%            |
| 17   | 한국어                   | 0.7%            | 0.8%            |
| 18   | 아랍어                   | 0.7%            | 0.6%            |
| 19   | 우크라이나어             | 0.6%            | 0.6%            |
| 20   | 그리스어                 | 0.5%            | 0.5%            |
| 21   | 히브리어                 | 0.5%            | 0.5%            |
| 22   | 스웨덴어                 | 0.5%            | 0.5%            |
| 23   | 루마니아어               | 0.4%            | 0.5%            |
| 24   | 헝가리어                 | 0.4%            | 0.5%            |
| 25   | 태국어                   | 0.4%            | 0.4%            |
| 26   | 덴마크어                 | 0.3%            | 0.4%            |
| 27   | 슬로바키아어             | 0.3%            | 0.3%            |
| 28   | 핀란드어                 | 0.3%            | 0.3%            |
| 29   | 불가리아어               | 0.2%            | 0.2%            |
| 30   | 세르비아어               | 0.2%            | 0.2%            |
| 31   | 노르웨이어 (보크몰)      | 0.1%            | 0.2%            |
| 32   | 크로아티아어             | 0.1%            | 0.2%            |
| 33   | 리투아니아어             | 0.1%            | 0.2%            |
| 34   | 슬로베니아어             | 0.1%            | 0.1%            |
| 35   | 카탈로니아어, 발렌시아어 | 0.1%            | 0.1%            |
| 36   | 노르웨이어               | 0.1%            | 0.1%            |
| 37   | 에스토니아어             | 0.1%            | 0.1%            |
| 38   | 라트비아어               | 0.1%            | 0.1%            |
| 39   | 힌디어                   | 0.1%            | 0.1%            |

다른 모든 언어는 웹사이트의 0.1% 미만에서 사용된다. 모든 언어를 포함하더라도 일부 웹사이트에는 여러 콘텐츠 언어가 포함되어 있기 때문에 백분율의 합이 100%가 되지 않을 수 있다.

## 같이 보기
- 만리방화벽
- 국제화와 지역화
  - 언어 현지화
- 인터넷 호스트 수에 따른 나라 목록
- 인터넷 사용자 수에 따른 나라 목록
- 다중언어
- 유니코드